# Românii din Germania
Românii din Germania sunt una din comunitățile diasporei românești din Europa Occidentală. Potrivit datelor statistice din 2016 numărul de cetățeni români rezidenți în Germania la data de 31 decembrie 2015 era de 452.718 (față de 94.326 în 2008).

## Istoria

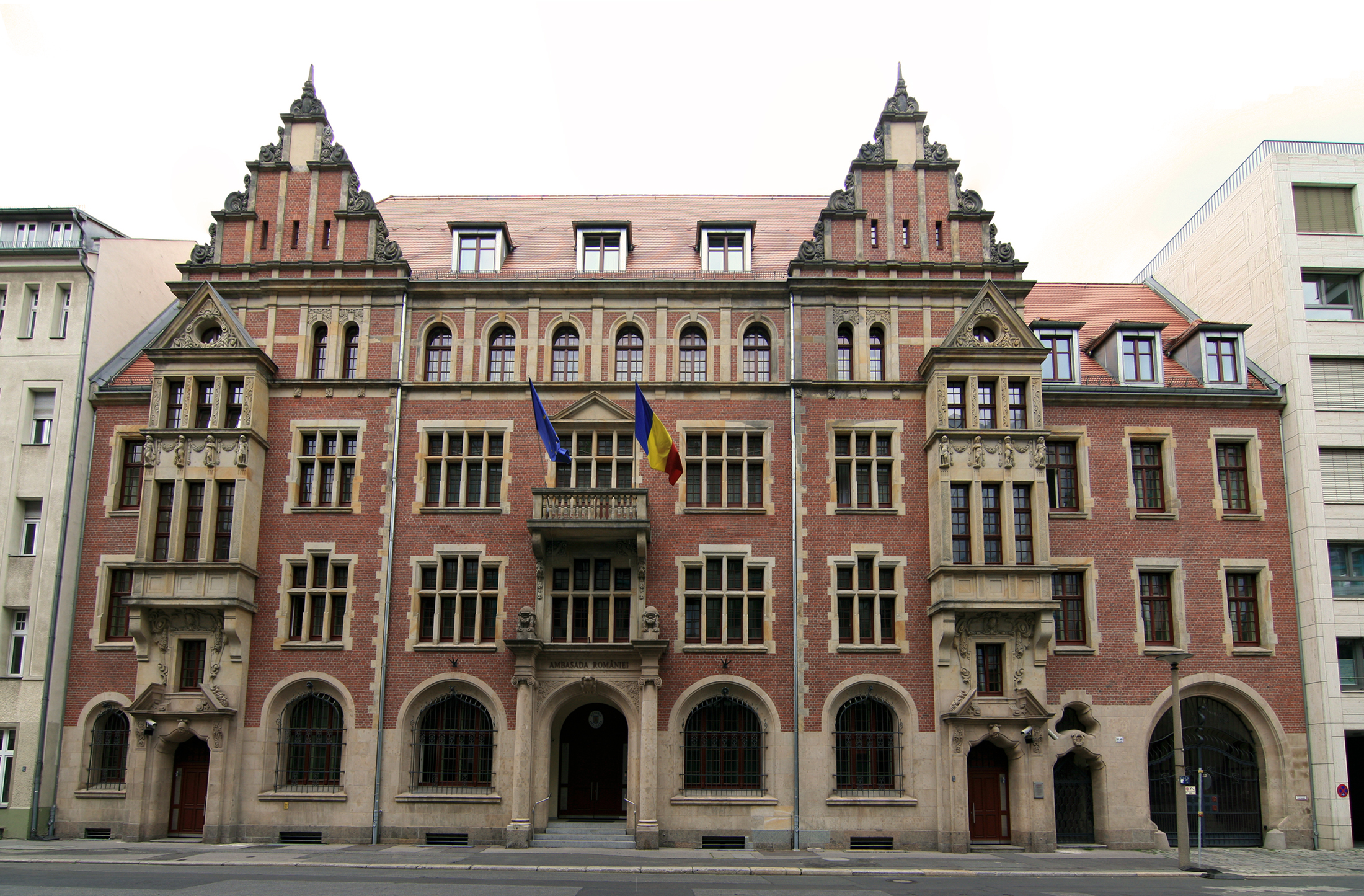
Ambasada României la Berlin

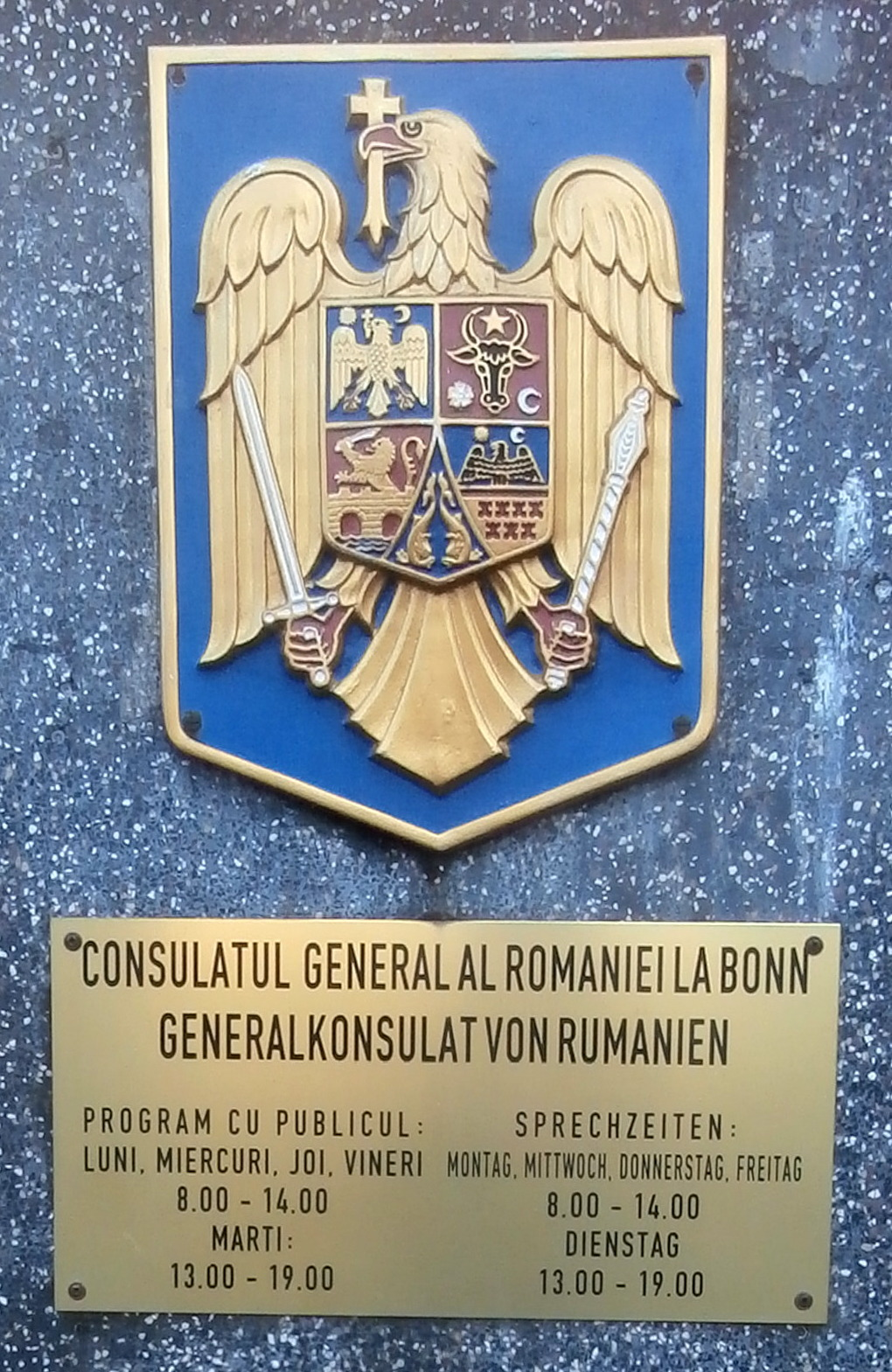
Consulatul general al României la Bonn, Renania de Nord-Westfalia

Emigrarea din România în Germania a fost frecventă de-a lungul secolului 20, și a continuat în secolul 21. Un număr mare de etnici germani din România (mai ales sașii din Transilvania și șvabii din Banat) au părăsit țara înainte, în timpul și după evenimentele care în cele din urmă au condus la cel de-al doilea Război Mondial. 
În timpul Republicii Socialiste România, deși granițele au fost închise în mod oficial de către autorități, unui număr semnificativ de germani li s-a permis să emigreze în Germania de Vest, în special în ultimii ani ai lui Nicolae Ceaușescu. Operațiunea Recuperarea a făcut parte din programul de migrații etnice (inclusiv evreii în Israel și maghiarii în Ungaria) promovate de regimul socialist. În anii 1980 mai mult de jumătate din oamenii care au plecat din România, au plecat în Germania.
După Revoluția din România, care au avut loc în decembrie 1989, a existat o migrație în masă a sașilor din Transilvania în Germania, în ceea ce a fost menționat de cotidianul Britanic ziarul Guardian ca „cea mai uimitoare, și puțin raportată migrație etnică din Europa modernă”.
Emigrarea etnicilor români în Germania a devenit destul de comună în secolul 21, în special după intrarea României în Uniunea Europeană în 2007. Comunitatea română din Germania are o prezență puternică. Numărul total al persoanelor care trăiesc în Germania provenind din România (atât sași, șvabi cât și români, maghiari etc.) poate ajunge până la 2 000 000 de locuitori, așadar diaspora românească în această țară cea mai mare dintre toate cele românești care trăiesc în Uniunea Europeană.

## Personalități

### Artă
- Adrian Ghenie, pictor
- Petre Hârtopeanu (1913-2001), pictor
- Diet Sayler, pictor și sculptor
- George Ștefănescu (1914-2007), pictor
- Sabin Țambrea (n. 1984), actor

### Divertisment
- Mircea Crișan (1924-2013), actor, comediant
- Maria Drăguș, actriță
- Andrei Ujică (n. 1951), regizor și profesor universitar
- Alexandra Maria Lara, actriță
- Al Munteanu⁠(de)[traduceți] (n. 1968), producător de film
- Florian Munteanu, actor, cel mai bine cunoscut pentru rolul lui Viktor Drago în drama film Creed II
- Călin Peter Netzer (n. 1975), regizor de film
- Oana Nechiti⁠(de)[traduceți], dansator și actual judecător pentru reality show de televiziune Deutschland sucht den Superstar
- Lupu Pick (1886-1931), regizor de film, producător și scenarist
- Oana Solomon⁠(de)[traduceți], actriță
- Johanna Wokalek, actriță

### Muzică
- 12 Finger Dan⁠(de)[traduceți], producător hip-hop, membru al producției duo Soulbrotha
- Amar (rapper)⁠(de)[traduceți], cel mai bine cunoscut pentru asocierea sa cu Kool Savas
- Sergiu Celibidache (1912-1996), dirijor și compozitor
- Roger Cicero (1970-2016), jazz și pop muzician
- Michael Crețu, producător muzical, compozitor și fondator al Enigma
- Damae, cântăreț, fostul vocalist de transă grup Fragma
- Hubert Daviz⁠(de)[traduceți], producător hip-hop
- Alice Francis, cântăreț și compozitor
- Nicolae Herlea (1927-2014), bariton
- Antonio Lucaciu⁠(de)[traduceți], saxofonist de jazz
- Ramona Nerra, cântăreț și compozitor
- Miss Platnum, cântăreț și compozitor
- Michael Radulescu, compozitor
- Valentin Radutiu⁠(de)[traduceți], violoncelist
- Linda Teodosiu⁠(de)[traduceți], cântăreț și compozitor
- Alexandru Șumski, compozitor și muzicolog

### Politică
- Octavian Ursu, membru al CDU
- Bernd Fabritius, membru al CSU
- Ramona Pop, membru al Alianței 90/Verzii

### Religie
- Vasile Zăpârțan (1918-1976), rectorul misiunii române unite din München
- Octavian Bârlea (1913-2005), preot greco-catolic, istoric, publicist

### Sport
- Michael Andrei (n. 1995), handbalist
- Alina Astafei (n. 1969), atletă
- Călin Colesnic, fostul managing director al Hispania Racing F1 Team
- Ralph Gunesch (n. 1983), fotbalist
- Roland Gunesch (n. 1944), handbalist
- Andreas Ivan (n. 1995), fotbalist
- Petre Ivănescu (n. 1936), antrenor de handbal
- Mihai Leu (n. 1969), boxer profesionist
- Elena Leonte (n. 1960), handbalistă
- Stelian Moculescu, antrenor de volei
- Maximilian Nicu, fotbalist
- Liviu-Dieter Nisipeanu, maestru de șah
- Dragoș Oprea⁠(de)[traduceți], handbalist
- Gerhard Poschner, fotbalist
- Marcel Răducanu, fotbalist
- Dieter Roth (n. 1983), boxer
- Albert Streit (n. 1980), fotbalist
- Vilmoș Szabo (n. 1964), antrenorul echipei naționale de scrimă a Germaniei
- Romy Tarangul, judoka
- Monica Theodorescu, echitație
- Andreas Toba, gimnastică artistică
- Luminita Zaituc, alergător de cursă lungă

### Alții
- Cornel Chiriac (1941-1975), jurnalist, producător radio și baterist de jazz
- Ricarda Ciontoș, curator și manager de producție
- Ruxandra Sireteanu-Constantinescu (1945-2008), biofizician
- Eugen Coșeriu (1921-2002), lingvist
- Miriam Davoudvandi, jurnalistă (mamă româncă)
- Georg Maurer (1907-1971), poet, eseist și traducător
- Paul Miron (1926-2008), lingvist și filolog. Primul profesor de limba și literatura română în Germania de Vest
- Vlad Mugur (1927-2001), regizor de teatru
- Ion N. Petrovici, neurolog
- Nicolaus Carl (1923-2008), sociolog, istoric și scriitor
- Catalin Voss, inventator și antreprenor